# Kazbek Paguiev
Kazbek Khazbievitx Paguiev (en rus: Казбек Хазбиевич Пагиев) (Alagir, 22 de febrer de 1959 - Vladikavkaz, 31 de desembre de 2008) va ser un polític osset, alcalde de Vladikavkaz entre 2002 i 2007. Va morir assassinat a trets l'any 2008.
Nascut el 1959 a Alagir, i el 1981 es va graduar a la Universitat Estatal de Tecnologia del Caucas Nord (SKGTU, actual Universitat Federal del Caucas Nord) amb una llicenciatura en enginyeria electrònica. Després va fer estudis de postgrau a l'Institut d'Energia de Moscou, defensant el 1996 la seva tesi doctoral. De 1980 a 1984 va treballar com a secretari de l'organització Komsomol a la SKGTU.
Militant del partit Rússia Unida, el 1999 va ser elegit membre del parlament de la República d'Ossètia del Nord-Alània. El juny de 2002 va ser elegit alcalde de Vladikavkaz, càrrec que va ostentar fins al 8 de desembre de 2007, moment en què va dimitir, i va ser succeït per Vitali Karaiev.

## Assassinat
Paguiev va ser assassinat per dos assaltants desconeguts el 31 de desembre de 2008 quan circulava amb el seu cotxe a Vladikavkaz, en un atac on també va morir el seu xòfer. El març de 2009, nou homes van ser arrestats a causa de la seva suposada implicació en els assassinats de Paguiev i Vitali Karaiev. L'assassí de Paguiev, Alexander Jussoyev, va ser sentenciat a 20 anys de presó l'11 d'agost de 2011. Posteriorment, l'any 2012, es va condemnar a cadena perpetua Oleg Gagiev, considerat el màxim responsable de diversos crims, entre els quals el de Paguiev.